# Theunis van Schalkwyk
Theunis Jacobus van Schalkwyk (ur. 14 września 1929  w Krugersdorp zm. 27 sierpnia 2005 w Roodepoort) – południowoafrykański bokser, srebrny medalista letnich igrzysk olimpijskich w Helsinkach w kategorii lekkośredniej. Złoty medalista Igrzysk Imperium Brytyjskiego 1950.

## Kariera
Zdobył złoty medal w wadze średniej (do 73 kg) na igrzyskach Imperium Brytyjskiego w 1950 w Auckland

### Letnie Igrzyska Olimpijskie 1952
Podczas Igrzysk Olimpijskich 1952 van Schalwyk wystąpił w turnieju w wadzie lekkośredniej. Podczas igrzysk stoczył 4 walki. W pierwszej rundzie miał wolny los. W drugiej wygrał 3:0 z reprezentantem Danii Ebbe Kopsem. W ćwierćfinale wygrał 2:1 z Erichem Schöppnerem z Niemiec Zachodnich. W półfinale wygrał 3:0 z Borisem Tiszynem reprezentującym Związek Socjalistycznych Republik Radzieckich. W finale przegrał 0:3 z Węgrem László Pappem.